# Elio Tinti
Elio Tinti (Bologna, 14 agosto 1936 – Bologna, 24 settembre 2024) è stato un vescovo cattolico italiano.

## Biografia
Nacque a Bologna, città capoluogo di provincia e sede arcivescovile, il 14 agosto 1936.

### Formazione e ministero sacerdotale
Frequentò le scuole medie e il ginnasio presso il seminario arcivescovile di Bologna, mentre svolse gli studi liceali e teologici nel seminario regionale della stessa città.
Il 25 luglio 1960 fu ordinato presbitero, nella basilica di San Petronio a Bologna, dal cardinale Giacomo Lercaro.
Dopo l'ordinazione fu cappellano a Castel San Pietro Terme e a Lizzano in Belvedere, fino al 1964, in seguito ricoprì l'incarico di vicario sostituto a Pianaccio e Monteacuto delle Alpi.
Nel 1962 si laureò in diritto canonico, mentre nel 1965 ottenne il dottorato presso la Pontificia Università Lateranense.
Dal 1970 al 1977 fu assistente diocesano dell'Azione Cattolica; dal 1976 fu parroco della parrocchia di San Cristoforo a Bologna. Dal 1982 al 1984 fu vicario episcopale del vicariato Bologna nord.
Presso il tribunale diocesano ricoprì i ruoli di vicario giudiziale, dal 1986 al 1992 e di giudice, dal 1992 al 2000. Nel 1984 fu nominato rettore del Pontificio seminario regionale «Benedetto XV» di Bologna, incarico svolto fino al 2000. Al momento della nomina episcopale risultava essere prelato d'onore di Sua Santità e canonico arciprete del capitolo della cattedrale di San Pietro.

### Ministero episcopale
Il 17 giugno 2000 papa Giovanni Paolo II lo nominò 17º vescovo di Carpi; succedette a Bassano Staffieri, precedentemente nominato vescovo della Spezia-Sarzana-Brugnato. Il 26 agosto successivo ricevette l'ordinazione episcopale, nella cattedrale di San Pietro a Bologna, per imposizione delle mani del cardinale Giacomo Biffi, co-consacranti l'arcivescovo Benito Cocchi e il vescovo Paolo Rabitti (poi arcivescovo). Il 24 settembre prese possesso della diocesi.
Durante il suo episcopato curò la riorganizzazione degli uffici di Curia e impostò la suddivisione del territorio diocesano in 8 zone pastorali. Si interessò dell'arrivo di diverse congregazioni religiose sia maschili che femminili, promosse interventi di manutenzione e restauro a chiese, canoniche ed edifici ecclesiali. Tra il 2002 e il 2004 compì le visite pastorali alle parrocchie, mentre nel 2005 si svolse la missione popolare.
Sotto il suo governo, nel 2008, venne aperto il Museo diocesano di Carpi, nei locali della chiesa di Sant'Ignazio, attigua al seminario vescovile.
Promosse e approvò altresì la proposizione di diverse cause di beatificazione: Camilla Pio di Savoia, Marianna Saltini, Odoardo Focherini e agì in collaborazione con altri presuli per quelle riguardanti Albertina Violi Zirondoli (Fiesole) e don Zeno Saltini (Grosseto).
Il 28 novembre 2010, nella cattedrale di Carpi, conferì l'ordinazione episcopale a Douglas Regattieri, fino ad allora vicario generale della diocesi e nominato vescovo di Cesena-Sarsina.
Il 27 luglio 2011 fu insignito della cittadinanza onoraria di Mirandola.
Il 14 novembre 2011 papa Benedetto XVI accolse la sua rinuncia, presentata per raggiunti limiti di età, al governo pastorale della diocesi di Carpi; gli succedette Francesco Cavina, del clero di Imola, fino ad allora officiale presso la Segreteria di Stato della Santa Sede. Rimase amministratore apostolico della diocesi fino all'ingresso del successore, avvenuto il 5 febbraio 2012.
Da vescovo emerito si trasferì nella Casa del clero "Ospizio San Vincenzo de' Paoli" a Bologna, dove morì il 24 settembre 2024, all'età di 88 anni. In seguito ai funerali celebrati due giorni dopo dall'arcivescovo Erio Castellucci nella cattedrale di Santa Maria Assunta, venne sepolto all'interno dello stesso edificio.

## Genealogia episcopale e successione apostolica
La genealogia episcopale è:
- Cardinale Scipione Rebiba
- Cardinale Giulio Antonio Santori
- Cardinale Girolamo Bernerio, O.P.
- Arcivescovo Galeazzo Sanvitale
- Cardinale Ludovico Ludovisi
- Cardinale Luigi Caetani
- Cardinale Ulderico Carpegna
- Cardinale Paluzzo Paluzzi Altieri degli Albertoni
- Papa Benedetto XIII
- Papa Benedetto XIV
- Papa Clemente XIII
- Cardinale Marcantonio Colonna
- Cardinale Giacinto Sigismondo Gerdil, B.
- Cardinale Giulio Maria della Somaglia
- Cardinale Carlo Odescalchi, S.I.
- Cardinale Costantino Patrizi Naro
- Cardinale Lucido Maria Parocchi
- Papa Pio X
- Papa Benedetto XV
- Papa Pio XII
- Cardinale Eugène Tisserant
- Papa Paolo VI
- Cardinale Giovanni Colombo
- Cardinale Giacomo Biffi
- Vescovo Elio Tinti

La successione apostolica è:
- Vescovo Douglas Regattieri (2010)